# Steve Furber
Stephen Byram "Steve" Furber (21 de marzo de 1953) es ICL profesor de Ingeniería de Ordenador en la Escuela de Informática en la Universidad de Mánchester y es probablemente más conocido por su trabajo en Ordenadores Acorn, donde ha sido uno de los diseñadores del BBC Micro y el ARM 32-bit RISC microprocesador.

## Educación
Se educó en la Escuela de Gramática del Mánchester y representó el Reino Unido en el International Mathematical Olympiad en Hungría en 1970 y ganó una medalla de bronce. Estudió en el Cambridge Mathematical Tripos en St John'1 College, Cambridge, recibiendo un Bachelor de arte en matemática en 1974.
En 1978, fue nombrado miembro de la Rolls -Royce de investigaciones en aerodinámica en la Emmanuel Universidad, Cambridge y obtuvo un PhD en 1980 en dinámica fluida del principio Weis-Fogh.

## Ordenadores acorn, BBC Micro y ARM
De 1980 a 1990, Furber trabajó en Ordenadores Acorn donde fue diseñador de hardware y luego director de diseño. Fue diseñador principal del BBC Micro y el microprocesador ARM. En agosto de 1990 se mueve a la Universidad de Mánchester para ser ICL profesor de Ingeniería de ordenador y estableció el grupo de búsqueda Amulet.

## Búsqueda
Su último proyecto se llama SpiNNaker (Spiking Arquitectura de Red Neuronal),
también apodado la "caja de cerebro", para ser construido en la Universidad de Mánchester. Eso es un intento de construir una clase nueva de ordenador que directamente imita las operaciones del cerebro humano. Spinnaker es esencialmente una red neuronal artificial realizada en hardware, un procesamiento masivamente paralelo el sistema finalmente diseñado para incorporar un millón de procesadores de ARM. El Spinnaker modelo 1 con un céntimo de la capacidad del cerebro humano, tiene alrededor mil millones de neuronas. Los objetivos del Spinnaker lidera proyectos entre otras cosas para investigar:
- ¿Cómo pueden los recursos de computación masivamente paralelos acelerar nuestro entendiendo de la función cerebral?
- ¿Cómo puede nuestro creciente entendimiento de la función cerebral señalar el camino paralelo más eficiente, tolerante de fallos de computación?

Furber cree que "el progreso significativo en cualquier dirección representará un importante avance científico".
Otros intereses de búsqueda incluyen sistemas asíncronos, ultraprocesadores de ultra bajo poder para redes de sensor, chips interconectados y globalmente asíncrono localmente síncrono (GALS), e ingeniería de sistemas neuronales.

## Vida personal

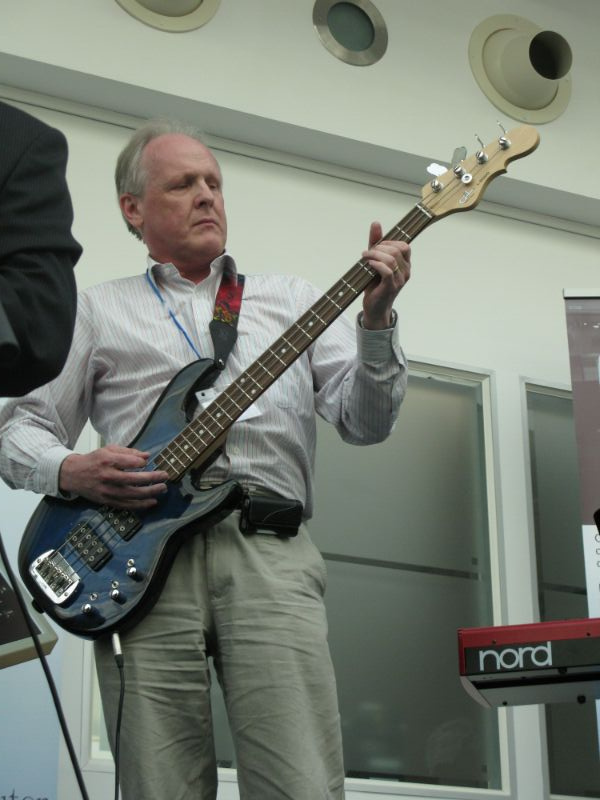
Furber tocando un bajo.

Está casado con Valerie Elliot, con dos hijas y toca bajo de 6 cuerdas[cita requerida]